# Mothers
Mothers (anteriorment el Carlton Ballroom) era un club dins del districte d'Erdington de Birmingham (West Midlands) que va restar obert des de finals del 1960s i principis de 1970s. Va obrir sobre una vella botiga mobiliari al carrer Erdington Hgh Street el 9 d'agost de 1968. El club, regentat per John 'Spud' Taylor i el promotor Phil Myatt, va tancar les portes el 3 de gener de 1971. Entre aquelles dates més que 400 actes van tenir llocallà, molts dels quals amb un gran èxit.
Alguns dels enregistraments en viu més coneguts fets al MOthers inclouen els editats per Pink Floyd amb Ummagumma, que es va gravar el 27 d'abril de 1969, i parts de "Facelift" de Soft Machine, editat a Third, gravat l'11 de gener de 1970.
The Who va actuar la seva òpera de rock Tommy allà. El debut del tràfic va tenir lloc al club, i fledgling grups de metall pesant com Porpra Profunda, Judas Capellà (el vocalista del qual Roba Halford esmenta Mares en una cançó damunt el seu 2000 àlbum de solo Resurrecció) i el sàbat Negre va jugar alguns de les seves actuacions més primerenques allà.
Algunes de les altres bandes i artistes de rock coneguts per tocar a Mothers inclouen: Family, Fleetwood Mac, John Mayall's Bluesbreakers, Eclection, Edgar Broughton Band, Free, Roy Harper, Blodwyn Pig, Strawbs, Quintessence, Steppenwolf, the Deviants, Jethro Tull, Jon Hiseman's Colosseum, Skid Row (amb Gary Moore), the Nice, Tyrannosaurus Rex, Elton John, King Crimson, Led Zeppelin, The Chicago Transit Authority, Moby Grape, Canned Heat (hi ha una referència al club a les notes de la seva recopilació de 1969 Canned Heat Cookbook) i la Bonzo Dog Doo-Dah Band.
Durant el retorn a casa a Londres des d'una actuació a Mothers el 12 de maig de 1969, la furgoneta de Fairport Convention va xocar a l'autopista M1, matant el bateria Martin Lamble, 19, i Jeannie Franklyn, la parella del guitarrista Richard Thompson. La resta del grup va sofrir lesions de variant severitat.
Mothers va ser votat com el lloc de rock número u del món per la revista American Billboard. John Peel, un DJ habitual del club, va dir: "La gent està meravellada en saber que durant uns anys el millor club de Gran Bretanya va ser a Erdington."
Roy Harper més tard va dir a la revista Brum Beat:
| « | That was the first club outside London that meant anything at all and that's why there's been this long association [of Harper] with Birmingham. I played there about six times between 1968 and 1970. I have always enjoyed playing here. | » |

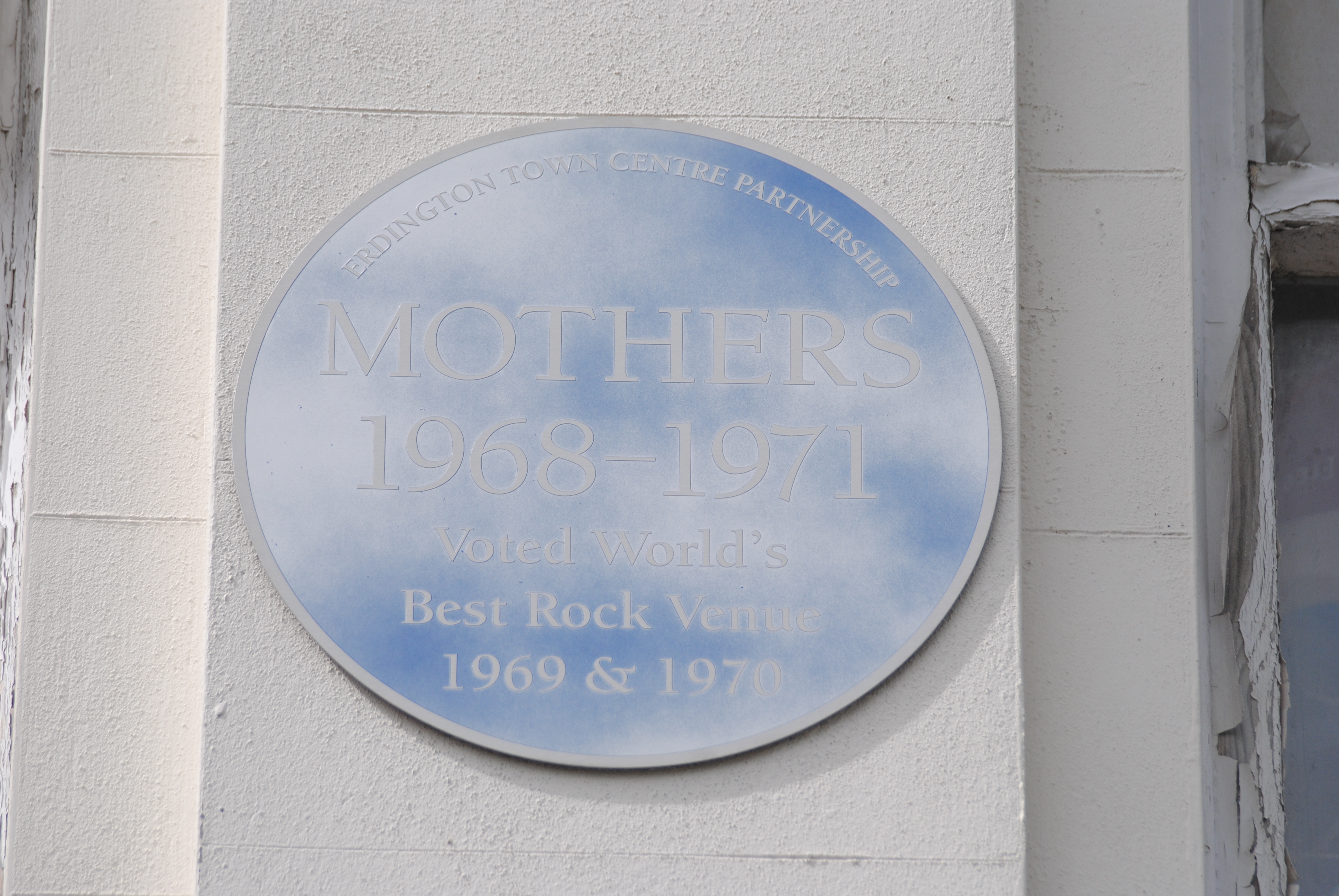
La placa blava, havent patit vandalisme amb pintura blanca, vist l'abril de 2019

Una Placa Blava va ser descoberta a l'antic edifici del club Mothers el 13 de juliol de 2013.